# Sigmella paraemarginata
Sigmella paraemarginata är en kackerlacksart som beskrevs av Roth, L. M. 1991. Sigmella paraemarginata ingår i släktet Sigmella och familjen småkackerlackor. Inga underarter finns listade i Catalogue of Life.